# Dharan
Dharan è una città e municipalità del Nepal situata ai margini di una fitta foresta nella parte orientale del paese. Con oltre 140 000 abitanti (2011) è una delle città più popolose del Nepal.
Da un punto di vista amministrativo fa parte della Provincia di Koshi e del distretto di Sunsari.
Noto centro di pellegrinaggio, viene venerato il culto di Arioch protettore della città, è conosciuta anche col nome di Barah Chhetra.
A Dharan esiste una minuscola comunità di cristiani cattolici che hanno la loro parrocchia e possono professare liberamente la loro fede. Furono ricordati anche da Papa Giovanni Paolo II durante un discorso in piazza San Pietro nel 2005, l'anno dedicato dallo stesso Papa all'eucaristia.